# Римский-Корсаков, Воин Яковлевич
Воин Яковлевич Римский-Корсаков (4 (15) июля 1702 — 20 (31) июля 1757) — русский вице-адмирал из рода Римских-Корсаковых. Начиная с Воина Яковлевича в роду Римских-Корсаковых 18 человек были моряками, 15 из них окончили Морской корпус, 9 были адмиралами.

## Биография
Родился в 1702 году. Датой рождения Петербургский некрополь указывает 4 июня, Русский биографический словарь — 4 июля. Старший сын петербургского вице-губернатора Якова Никитича Римского-Корсакова.
В 1715 году был определён в открывшуюся Морскую академию; в феврале 1717 года, в числе десяти лучших учеников был отправлен совершенствоваться в морском деле во Францию. Будучи зачислен гардемарином, обучался в Тулонской академии и последовательно был произведён в унтер-лейтенанты и лейтенанты французского флота.
По возвращении в Россию Римский-Корсаков был произведён, в ноябре 1724 года, в унтер-лейтенанты флота, а в следующем году, 12 февраля, был назначен «к содержанию крогсрехтов» при Санкт-Петербургском Адмиралтействе. В августе 1731 года ему было поручено исследование и описание лесов, расположенных по берегам Ладожского и Онежского озёр. Выполнив это поручение, Римский-Корсаков в следующем году представил подробно составленную им карту всей Карелии и Олонецкого уезда. В 1732 году В. Я. Римский-Корсаков впервые командовал кораблем — яхтой. 18 января 1733 года он был записан лейтенантом майорского ранга и состоял при командующем эскадрой адмирале Томасе Гордоне. В мае 1734 году, командуя галиотом «Карс-макер», он на пути в Данциг был захвачен в плен; за потерю судна Римский-Корсаков был привлечён к суду, но был оправдан. 25 января 1737 «по взысканию доимок» был назначен командовать яхтой. 10 февраля 1738 года он был представлен, вместе с другим лейтенантом Ник. Лопухиным, к отправлению к Камчатской экспедиции в качестве помощника капитану Берингу, однако по повелению Анны Иоанновны был оставлен при Адмиралтейств-коллегии. 
В 1739 году командирован для составления ланд-карты в Кубанскую область, но по указу Адмиралтейств-коллегии возвращён обратно в Петербург. 5 ноября 1740 года он был произведён в капитаны полковничьего ранга и командирован «состоять за маршала от флота» (военно-морской атташе) при отправлявшемся к турецкому султану чрезвычайном и полномочном посольстве генерала А. И. Румянцева. По возвращении из Константинополя, 3 сентября 1742 года Римский-Корсаков был пожалован советником Адмиралтейств-коллегии и назначен присутствовать в Комиссариате и начальствовать над придворными яхтами. В 1743 году он был назначен командиром на корабль «Нептунус» и отряжен для производства крейсерских разведок, а затем переведён командиром на корабль «Азов» в Ревельскую эскадру адмирала Головина; наконец, 29 сентября того же года он был определён в Экипажную Экспедицию, под непосредственное начальство князя Белосельского. 27 июня 1745 года Римский-Корсаков был произведён из капитанов в капитан-командоры и назначен командиром вновь построенного военного корабля «Св. Великомученица Варвара»; плавая на нём, он принял участие в празднествах, происходивших по случаю бракосочетания наследника престола (впоследствии Петра III) с Екатериной Алексеевной и 30 августа сопровождал ботик «Дедушка русского флота» к Александро-Невскому монастырю. 
Был пожалован в контр-адмиралы 5 сентября 1747 года и одновременно с этим назначен начальником Петербургской корабельной команды. В этом же году получил орден Св. Анны. В 1751 году В. Я. Римский-Корсаков, имея флаг на корабле «Уриил» командовал Кронштадтской эскадрой; по возвращении флота из плавания он, не известно по какой причине, навлёк на себя неудовольствие императрицы Елизаветы Петровны и был оставлен присутствовать в конторе главного командира Кронштадтского порта. Уже в феврале 1752 года он был назначен присутствующим в Адмиралтейств-коллегии. 
В 1753 году Римский-Корсаков был в годичном отпуске по болезни, с сохранением содержания. Затем опять состоял при императрице во всё время пребывания её в Петергофе. Именным указом от 2 февраля 1755 года, в числе других лиц, он был награждён в вечное и потомственное владение деревнями в Мурашкинской волости Нижегородской губернии, с 700 душ крестьян, а 25 декабря того же 1755 года был пожалован вице-адмиралом и уволен по болезни в отставку с сохранением половинного содержания, полагавшегося по чину. 
По выходе в отставку Римский-Корсаков прожил всего полтора года; скончался 20 июля 1757 года (согласно сведениям «Русского биографического словаря» Половцова) или 30 июля (10 августа) 1757 года (по данным Петербургского некрополя со ссылкой на «Описание Санкт-Петербурга» (СПб., 1779) В. Г. Рубана); погребён на Лазаревском кладбище Александро-Невской лавры.
В. Я. Римский-Корсаков составил проект преобразования военно-морских учебных заведений в Морской шляхетный кадетский корпус. В середине XVIII века в России имелось три учебных заведения, которые готовили специалистов для флота: Навигацкая школа, Морская академия и Гардемаринская рота. Римский-Корсаков предложил оставить одно учебное заведение с расширенной программой по примеру сухопутного шляхетского корпуса, но с сохранением элементов высшего образования. После обсуждения его записки по указу императрицы Елизаветы Петровны 26 декабря 1752 года на базе Морской академии был создан Морской шляхетный кадетский корпус; Навигацкая школа и Гардемаринская рота были упразднены.

## Семья
Женился на Марии Ивановне (1714—1769), дочери петровского сподвижника И. И. Неплюева. Дети: Александр (ум. 15.01.1767),
Прасковья (ум. 18.07.1796, в замужестве Волкова), Пётр (ум. 20.09.1815, дед композитора Н. А. Римского-Корсакова), Яков, Мария (ум. 1799, в замужестве Зубова).
- Портрет жены Марии Ивановны Неплюевой
- Портрет Петра Воиновича Римского-Корсакова
- Портрет Марии Воиновны Зубовой